# Дейкаловка (Зеньковский район)
Де́йкаловка (укр. Дейкалівка) — село,
Дейкаловский сельский совет,
Зеньковский район,
Полтавская область,
Украина.
Код КОАТУУ — 5321381701. Население по переписи 2001 года составляло 948 человек.
Является административным центром Дейкаловского сельского совета, в который, кроме того, входят сёла
Ищенковка,
Подозерка и
Песчанка.

## Географическое положение
Село Дейкаловка находится на берегу реки Грунь в месте впадения в неё реки Мужева-Долина,
выше по течению на расстоянии в 1,5 км расположено село Подозерка,
ниже по течению примыкает село Песчанка.
К селу примыкает лесной массив (сосна).

## История
Церковь Рождества Богородицы известна с 1739 года.
Есть на карте 1812 года.

## Экономика
- Птице-товарная ферма.
- «Благовесть», ООО.

## Объекты социальной сферы
- Школа.
- Дом культуры.

## Достопримечательности
- Братская могила советских воинов.

## Религия
- Свято-Троицкая церковь.

## Галерея
- Дом культуры
- Церковь в Декайловке
- Амбулатория